# Gottfried von Rodenberg
Gottfried von Rodenberg, auch Göddert von Rodenberg, eigentlich Gottfried VII. von Rüdenberg (vor 1390 – nach 1445) war in der ersten Hälfte des 15. Jahrhunderts Komtur des Deutschen Ordens und Landmarschall in Livland. 

## Leben
Er stammte aus dem westfälischen Adelsgeschlecht Rüdenberg. Johann Suibert Seibertz sieht in ihm den zweiten Sohn des Heinrich VI. von Rüdenberg. In den westfälischen Urkunden seines Vaters taucht er nur 1390 und 1391 auf. Danach wird er in den Dienst des Deutschen Ordens getreten sein. Im Jahr 1415 war er noch einfacher Ritter, stieg dann aber in der Hierarchie des Ordens auf. In den Jahren 1419 und 1420 war er Vogt zu Roggenhausen. Von 1417 bis 1419 war er Komtur zu Straßburg. Er war von 1426 bis 1430 Komtur in Schönsee. Gleichzeitig verwaltete er die Vogtei Leipe. Im Jahr 1426 führte er eine Truppe von fünfzig Spießen als Hilfstruppe des Deutschen Ordens für das Reichsherr zur Bekämpfung der Hussiten an. Im Jahr 1427 marschierte die Truppe in Richtung der Lausitz ab. Aus Mangel an Waffen und Pferden war die Truppe aber nicht am Kampf in Böhmen selbst beteiligt.
Er war von 1433 bis 1436 Komtur zu Golub. Bereits in einer Urkunde von 1435 wird er als Landmarschall in Livland genannt. Dieses Amt übte er bis 1438 aus. Nach dem Tod von Heinrich von Böckenförde amtierte er 1437/38 kurze Zeit auch als Landmeister. Er war mitverantwortlich dafür, das Heinrich Vincke von Oberberge zum amtierenden Landmeister gewählt wurde. Zuletzt wird er 1445 als Komtur in Marienburg genannt.